# Lijst van Belgische adelsverheffingen 1916
Personen die in 1916 in de Belgische adel werden opgenomen of een adellijke titel verkregen.

## Burggraaf
- Opname van Julien Davignon (1854-1916) in de erfelijke adel met de titel van burggraaf, overdraagbaar op al zijn afstammelingen die de naam dragen. Dit was een uitzonderlijke opname in de adel, bij Koninklijk Besluit onmiddellijk uitvoerbaar (de dag voor zijn dood) en in 1919 met open brieven op naam van zijn weduwe bevestigd.